# Germanicus
Germanicus (tiếng Latin: Gaius Julius Caesar Germanicus; ngày 24 tháng 5 năm 15 TCN - ngày 10 tháng 10 năm 19) là một thành viên của triều đại Julia-Claudia và một vị tướng lỗi lạc của Đế quốc La Mã, nổi bật với các chiến dịch đánh xứ Germania. Là con trai của Nero Claudius Drusus và Antonia Minor, Germanicus được sinh ra trong một nhánh có thế lực của thị tộc (gens) Claudia. Tên hiệu Germanicus được bổ sung vào tên đầy đủ của ông vào năm 9 TCN khi nó được trao tặng cho thân phụ ông để vinh danh những võ công của ông tại Germania. Vào tháng 4 năm 4, ông được bác ruột là Tiberius - người sẽ lên ngôi kế vị Augustus là hoàng đế La Mã một thập kỷ sau đó - nhận nuôi. Qua đó, Germanicus đã trở thành một thành viên chính thức của thị tộc Julia, một thị tộc nổi tiếng khác mà ông có họ về đằng mẹ. Mối quan hệ giữa ông và thị tộc Julii đã được củng cố thêm thông qua một cuộc hôn nhân giữa ông và Agrippina Maior, một người cháu gái của Augustus. Ông cũng là cháu trai của hoàng đế Tiberius, cha của hoàng đế Caligula, và ông ngoại của hoàng đế Nero.
Trong thời trị vì của Augustus, Germanicus hưởng một sự nghiệp chính trị lên như diều gặp gió trong tư cách người thừa kế của người thừa kế của hoàng đế. Ông nhậm chức quan xuất nạp khi chỉ mới 20 tuổi - 5 năm trước khi đạt đến tuổi hợp pháp. Ông giữ chức vụ đó đến năm 11 và được bầu làm Quan chấp chính lần đầu tiên vào năm 12. Sau đó, ông được bổ nhiệm làm thái thú (proconsul) các tỉnh Germania Inferior, Germania Superior và toàn bộ xứ Gallia. Ông nắm quyền chỉ huy tám quân đoàn - tức khoảng một phần ba toàn bộ quân đội La Mã - chống lại các bộ lạc người German trong các chiến dịch của mình từ năm 14 đến năm 16. Ông báo thù cho thất bại của người La Mã trong trận rừng Teutoburg, thu hồi lại hai trong ba phù hiệu đại bàng đã bị mất trong trận chiến đó. Năm 17, ông quay trở về Roma và vinh dự nhận được một lễ khải hoàn. Sau ông rời đến Tiểu Á để cải tổ lại các tỉnh trong khu vực này; tại đây ông đã trộn hai tỉnh Cappadocia và Commagene làm một trong năm 18.
Trong khi ở các tỉnh phía đông, ông đã có xích mích với tổng đốc Syria Gnaeus Calpurnius Piso. Trong khoảng thời gian đó, Germanicus đã mắc bệnh ở Antiochia và đã qua đời tại đây vào ngày 10 tháng 10 năm 19. Các tài liệu cổ xưa nói rằng ông đã bị đầu độc, nhưng điều đó chưa bao giờ được kiểm chứng. Là một vị tướng nổi tiếng, ông được mọi người yêu mến và vẫn được coi là một người La Mã lý tưởng ngay cả thời gian dài sau khi ông qua đời. Đối với người dân La Mã, Germanicus là phiên bản La Mã của Alexandros Đại đế vì cái chết trẻ, phẩm chất đạo đức, ngoại hình bảnh bao và bởi danh tiếng quân sự của ông.

## Gia đình và thời thơ ấu

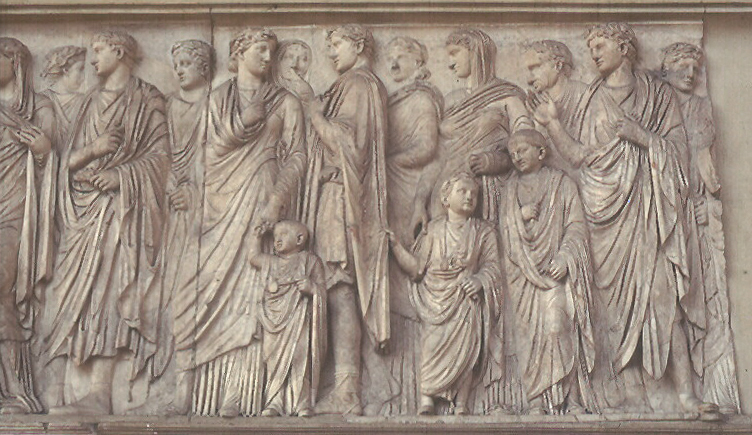
Ara Pacis: trụ gạch khắc hình đám rước cho thấy hình ảnh các thành viên hoàng gia (mặt nam của trụ gạch). Germanicus là đứa bé nắm tay Antonia Minor.

Germanicus được sinh ra ở Roma vào ngày 24 tháng 5 năm 15 TCN. Thân phụ ông là Nero Claudius Drusus và thân mẫu ông là Antonia Minor. Ngoài ra, ông còn có hai người em khác: em gái Livilla và em trai Claudius. Bà ngoại của ông là Livia, người đã ly dị với ông nội của ông Tiberius Claudius Nero khoảng 24 năm trước khi Germanicus sinh ra và đã tái giá với hoàng đế Augustus. Ông bà ngoại của ông là Tam hùng Marcus Antonius và Octavia Minor - em gái của Augustus. Germanicus là một nhân vật chủ chốt của triều đại Julia-Claudia của Đế quốc La Mã thời kỳ đầu. Ông là great-nephew của Augustus, đồng thời là cháu ruột của hoàng đế thứ hai, Tiberius. Người con trai tên Gaius của ông sẽ trở thành hoàng đế thứ ba, tức Caligula - người sẽ được em trai của ông là Claudius kế nghiệp trong khi cháu ngoại ông, Nero, sẽ trở thành vị hoàng đế thứ năm.
Khi Gaius Caesar - người kế vị mà Augustus đã chọn - qua đời vào năm 4, Germanicus đã được Augustus chọn làm người thừa kế trong một khoảng thời gian ngắn. Những Livia đã thuyết phục ông chọn Tiberius, con riêng của bà ấy từ cuộc hôn nhân đầu tiên của Livia với Tiberius Claudius Nero. Như là một phần của kế hoạch chọn người nối dõi, Augustus đã nhận Tiberius làm con nuôi vào ngày 26 tháng 6 năm 4, nhưng trước tiên yêu cầu Tiberius cũng phải nhận Germanicus làm con nuôi và điều đó đã đặt ông ở vị trí thứ hai trong thứ tự kế vị sau Tiberius. Germanicus đã kết hôn với cháu ngoại của Augustus là Agrippina Maior có lẽ vào năm sau đó, nhằm để tăng cường sự khăng khít giữa Germanicus với gia đình hoàng gia. Cặp đôi có chín người con: Nero Julius Caesar; Drusus Caesar; Tiberius Julius Caesar (không được nhầm lẫn với hoàng đế Tiberius); một đứa trẻ không rõ tên (thường được gọi là Ignotus); Gaius Maior; Gaius Minor (hoàng đế "Caligula" trong tương lai); Agrippina Minor (hoàng hậu tương lai); Julia Drusilla và Julia Livilla. Chỉ có sáu người con của ông sống đến tuổi trưởng thành: Tiberius và Ignotus đã chết khi còn rất bé và Gaius Maior cũng đã chết khi còn là một đứa trẻ.

## Sự nghiệp

### Chiến tranh Bato

Bản đồ cuộc nổi dậy.

Germanicus được bổ nhiệm làm quan xuất nạp năm 7 SCN khi mới 20 tuổi - 5 năm trước khi ông đủ tuổi hợp pháp. Ông đã được phái đến Illyricum cùng năm đó để hỗ trợ Tiberius ngăn chặn người Pannonia và Dalmatia nổi dậy. Ông mang theo một đội quân gồm những công dân vũ trang và các cựu nô lệ để tăng viện Tiberius tại Siscia, căn cứ tác chiến của ông ta tại Illyricum. Đến cuối năm đó, quân tiếp viện bổ sung đã đến; ba quân đoàn từ Moesia được chỉ huy bởi Aulus Caecina Severus và hai quân đoàn với kỵ binh Thracia và quân trợ chiến đến từ Anatolia do Silvanus chỉ huy.
Vào khoảng thời gian Germanicus đến Pannonia, lực lượng phiến quân thực hiện các cuộc tập kích từ những pháo đài trên núi mà họ đã rút lui đến đó. Do các quân đoàn La Mã không hiệu quả trong việc chống lại chiến thuật này, Tiberius đã triển khai quân trợ chiến của mình và chia quân họ thành các chi đội nhỏ, cho phép họ che phủ một phạm vi lớn hơn và tiến hành một cuộc chiến tranh tiêu hao chống lại quân nổi dậy ở các vị trí phòng thủ kiên cố của họ. Người La Mã cũng bắt đầu đuổi phiến quân ra khỏi vùng nông thôn, hứa hẹn ân xá cho những bộ lạc cởi giáp đầu hàng và thực hiện chiến thuật tiêu thổ nhằm bỏ đói quân địch. Trong thời gian này, các phân đội của Germanicus phải đối mặt với bộ lạc Mazaei, những người sau đó đã bị ông đánh bại.
Vị trí của quân nổi dậy ở Pannonia sụp đổ vào năm 8 khi một trong những chỉ huy của họ, Bato người Breucia, đã bắt nhà lãnh đạo Pinnes đem dâng người La Mã và hạ vũ khí để đổi lấy sự ân xá. Tuy nhiên, điều này không thành khi Bato người Breucia bị một đồng minh cũ của mình là Bato người Daesitia đánh bại và xử trảm, nhưng chính điều này lại khiến người Pannonia chia rẽ với nhau, giúp người La Mã đã có thể chinh phục người Breuci mà không cần đánh trận nào. Bình định tộc Breuci có đông dân và tài nguyên dồi dào là một chiến thắng có ý nghĩa đối với người La Mã, vì vào cuối cuộc chiến, quân đội của họ sẽ được tăng cường bởi tám đội quân trợ chiến người Breuci. Bato người Daesitia rút lui khỏi Pannonia đến Dalmatia, tại đây ông rút lui về vùng núi non Bosnia và bắt đầu tiến hành các cuộc tập kích, rất có thể nhằm vào những bộ tộc bản địa đứng về phía người La Mã. Cuối năm đó, Tiberius để Lepidus ở lại Siscia và Silvanus ở lại Sirmium nắm quyền chỉ huy.
Năm 9, quân đội La Mã tận dụng thế như chẻ tre, đánh thẳng vào Dalmatia. Tiberius chia quân của mình thành ba sư đoàn: một dưới quyền Silvanus, tiến về phía đông nam từ Sirmium; một dưới quyền Lepidus, tiến về phía tây bắc dọc theo Thung lũng Una từ Siscia về phía Burnum; và sư đoàn thứ ba do đích thân Tiberius và Germanicus chỉ huy ở vùng nội địa Dalmatia. Các sư đoàn dưới Lepidus và Silvanus tiêu diệt tộc Perustae và Daesitia tại các thành trì trên núi của họ. Quân La Mã chiếm nhiều thành phố, và đội quân dưới quyền chỉ huy của Germanicus đã chiếm Raetinum ở gần Seretium (mặc dù nó đã bị quân phiến loạn đốt cháy khi bị vây), Splonum (ở miền bắc Montenegro ngày nay) và Seretium (miền tây Bosnia ngày nay). Quân La Mã dưới quyền Tiberius và Germanicus truy kích Bato đến pháo đài Andretium gần Salona và tiến hành vây hãm. Khi biết được rằng Bato quyết không hàng, Tiberius hạ lệnh tấn công và bắt giữ ông ta. Trong khi Tiberius thương lượng các điều kiện đầu hàng, Germanicus đã hạ lệnh dẫn một cuộc viễn chinh trừng phạt trên khắp khu vực xung quanh. Ông hàng phục thành phố kiên cố Arduba cùng các thị trấn xung quanh nó. Sau đó, ông đã phái một người thay mặt mình đi khuất phục các vùng còn lại còn ông thì quay trở về chỗ Tiberius.

### Giai đoạn quá độ

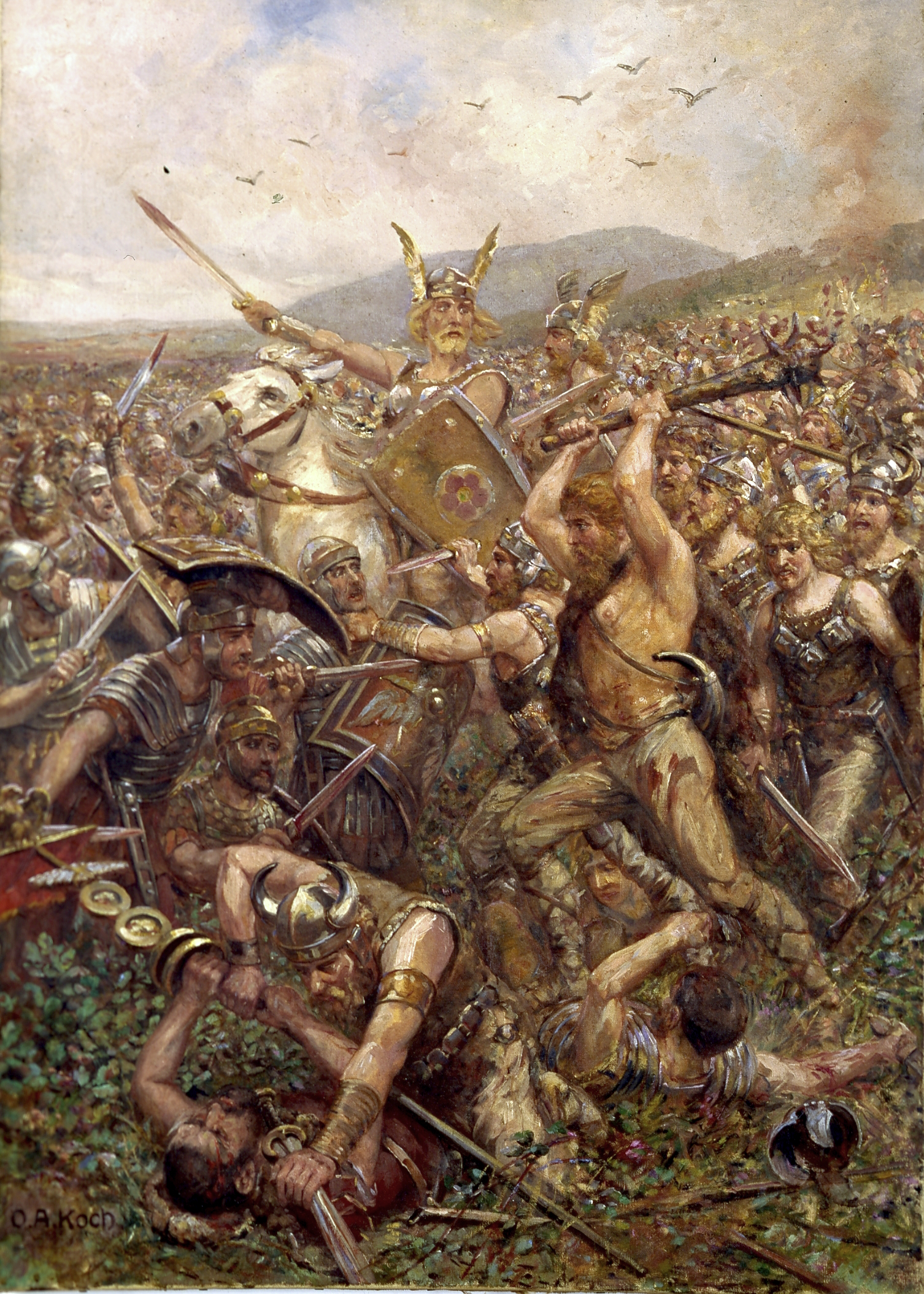
Trận rừng Teutoburg, của Otto Albert Koch (1909).

Sau một khởi đầu xuất sắc với sự nghiệp quân sự của mình, Germanicus đã quay về Roma vào cuối năm 9 để đích thân thông báo về chiến thắng. Ông được vinh danh bằng một phù hiệu chiến thắng (tuy nhiên không được tổ chức một lễ khải hoàn thực tế) và được đứng vào hàng pháp quan (không phải là danh hiệu thực sự). Ông cũng được phép làm ứng cử viên chức Chấp chính quan trước khi đủ tuổi và quyền được lên tiếng trước tiên tại Viện nguyên lão chỉ sau các quan chấp chính. Theo Cassius Dio, Germanicus là một vị quan xuất nạp được nhiều người yêu mến vì ông thường đóng vai người biện hộ trước Augustus trong các vụ án lớn cũng như tại các phiên xét xử thông thường (quaestiones). Ông từng biện hộ thành công cho một viên quan xuất nạp bị kết tội giết người trong năm 10. Tại phiên xét xử này, bên khởi tố do lo sợ rằng phía bồi thẩm sẽ thiên về phía bị cáo vì sự tôn kính của họ dành cho Germanicus nên đã yêu cầu xử án trước mặt hoàng đế.
Vào năm 9 SCN, ba quân đoàn La Mã do Varus chỉ huy đã bị liên minh của các bộ lạc German do Arminius lãnh đạo tiêu diệt trong trận rừng Teutoburg. Với tư cách là tống đốc, Germanicus đã được phái đến biên cương cùng Tiberius để chống cự người German vào năm 11. Hai vị tướng băng qua sông Rhine, thực hiện cuộc đánh thọc vào lãnh thổ đối phương và rút trở lại bên kia bờ sông khi mùa thu đến. Những chiến dịch của Tiberius và Germanicus ở Đức trong những năm 11-12 với sự giúp đỡ của liên minh Marcomanni đồng minh ở Marbod đã ngăn chặn liên quân người German vượt sông Rhine để xâm lược Gallia và Italia. Vào mùa đông, Germanicus quay trở về Roma, nơi ông được bổ nhiệm làm Quan chấp chính lần thứ nhất cho năm 12 chỉ mới sau 5 năm giữ chức Quan xuất nạp và mặc dù chưa bao giờ giữ các chức vị quan trọng khác như Quan thị chính hay Pháp quan. Ông nắm quyền Chấp chính quan cùng Gaius Fonteius Capito. Ông tiếp tục biện hộ cho bị cáo trước toà trong thời gian làm quan chấp chính của mình, một nước cờ được lòng dân gợi nhớ đến công việc biện hộ bị cáo trước mặt Augustus trước đây của ông. Ông cũng dành được tiếng tăm vang dội khi chủ trì lễ hội Ludi Martiales (lễ hội thần Mars), theo như những gì mà Pliny Già đề cập đến trong tác phẩm Historia Naturalis của mình, trong đó Germanicus đã cho thả 200 sư tử trong Circus Maximus.
Vào ngày 23 tháng 10 năm 12, Tiberius đã tổ chức lễ khải hoàn muộn kỷ niệm chiến thắng trước người Pannonia và Dalmatia, mà ông đã phải trì hoãn vì thất bại của Varus tại rừng Teutoburg hai năm trước đó. Tiberius đã được hộ tống bởi nhiều tướng lãnh của mình bao gồm Germanicus, người đã giúp ông giành phù hiệu chiến thắng. Không giống như anh trai nuôi của mình, Drusus, người không nhận được sự công nhận nào ngoài việc là con trai của người chiến thắng, Germanicus đã đóng một vai trò quan trọng trong lễ kỷ niệm này và được trao cơ hội phô bày phù hiệu quan chấp chính và đồ trang trí chiến thắng của mình.

### Tư lệnh ở Germania

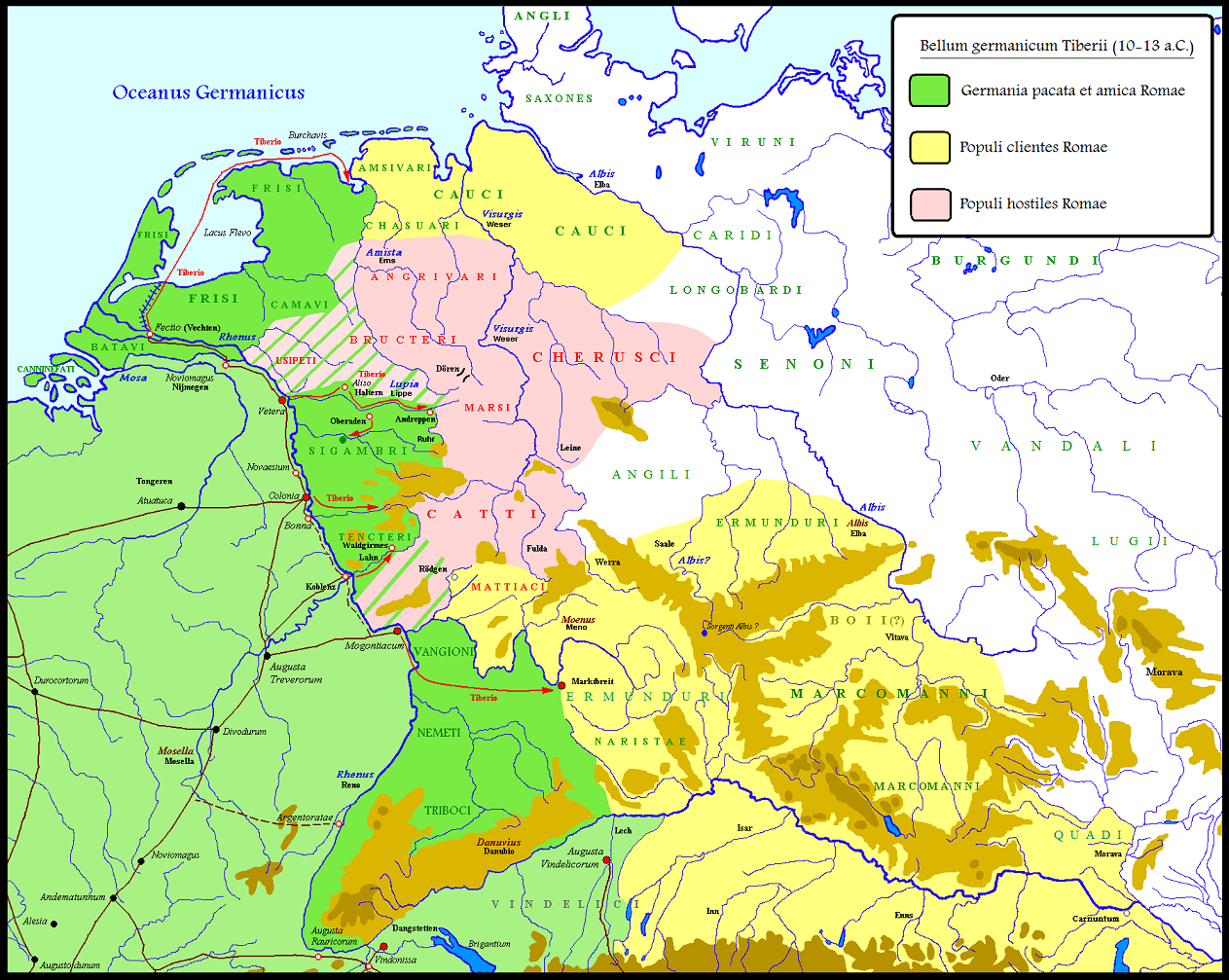
Chiến dịch của Tiberius và Germanicus những năm 10/11-13. Màu hồng là liên minh chống La Mã của người German do Arminius cầm đầu. Màu xanh lục đậm là lãnh thổ vẫn còn nằm trong tầm kiểm soát của người La Mã, màu vàng la chư hầu La Mã

Vào năm 13, Augustus bổ nhiệm ông làm tư lệnh quân trấn đóng khu vực sông Rhine, tổng cộng tám quân đoàn - chiếm khoảng một phần ba tổng lực lượng quân sự của toàn bộ Đế quốc La Mã. Vào tháng 8 năm sau đó, Augustus qua đời vào ngày 17 tháng 9, viện nguyên lão đã họp để xác nhận Tiberius là Đệ nhất công dân (princeps - tức hoàng đế La Mã) mới. Ngày hôm đó, Viện nguyên lão cũng đã cử một phái đoàn đến trại của Germanicus để gửi lời chia buồn với cái chết của ông nội ông và cấp cho ông quyền tổng đốc tuyệt đối. Phái đoàn sẽ đến nơi vào tháng Mười.
Tại Đức và Illyricum, các quân đoàn phát động binh biến. Tại Đức, các quân đoàn nổi loạn là những quân đoàn nằm dưới quyền Aulus Caecina (V Alaudae, XXI Rapax, I Germanica, và XX Valeria Victrix). Các quân đoàn hạ lưu sông Rhine đóng tại các trại mùa hè trên biên giới với người Ubii. Họ đã không nhận được tiền thưởng mà Augustus đã hứa với họ và khi thấy không có động tĩnh gì đến từ Tiberius, họ đã làm loạn. Germanicus đối phó với quân đội ở Germania và con trai của Tiberius là Drusus xử lý Illyricum.
Quân sĩ ở hạ lưu sông Rhine tìm cách tăng lương, giảm bớt thời gian tại ngũ từ 20 năm xuống 16 năm nhằm giảm nhẹ những khó nhọc mà họ phải hứng chịu khi thực hiện nghĩa vũ quân sự và đòi hỏi trả thù các centurion vì tính độc ác của họ. Sau khi Germanicus đến, binh lính đã dâng bảng liệt kê những lời phàn nàn của họ lên ông và còn toan tôn ông làm hoàng đế. Cách cư xử cởi mở và nhã nhặn của ông khiến ông được binh lính quý mến, nhưng ông vẫn giữ lòng trung với hoàng đế. Khi tin tức về cuộc binh biến lan đến quân đội ở Thượng lưu sông Rhine dưới quyền Gaius Silius (các quân đoàn II Augusta, XIII Gemina, XVI Gallica, and XIV Gemina), một cuộc họp được tổ chức để đáp ứng những thỉnh cầu của họ. Germanicus đã soạn một thỏa ước:
- Sau 20 năm tại ngũ, một người lính được giải ngũ hoàn toàn, nhưng sau 16 năm, họ được miễn thực hiện các nghĩa vụ quân sự ngoại trừ việc phải tham chiến (missio sub vexillo).
- Di sản mà Augustus để lại cho binh lính đã được tăng gấp đôi và thanh toán hoàn toàn.

#### Chiến dịch đầu tiên chống lại người German

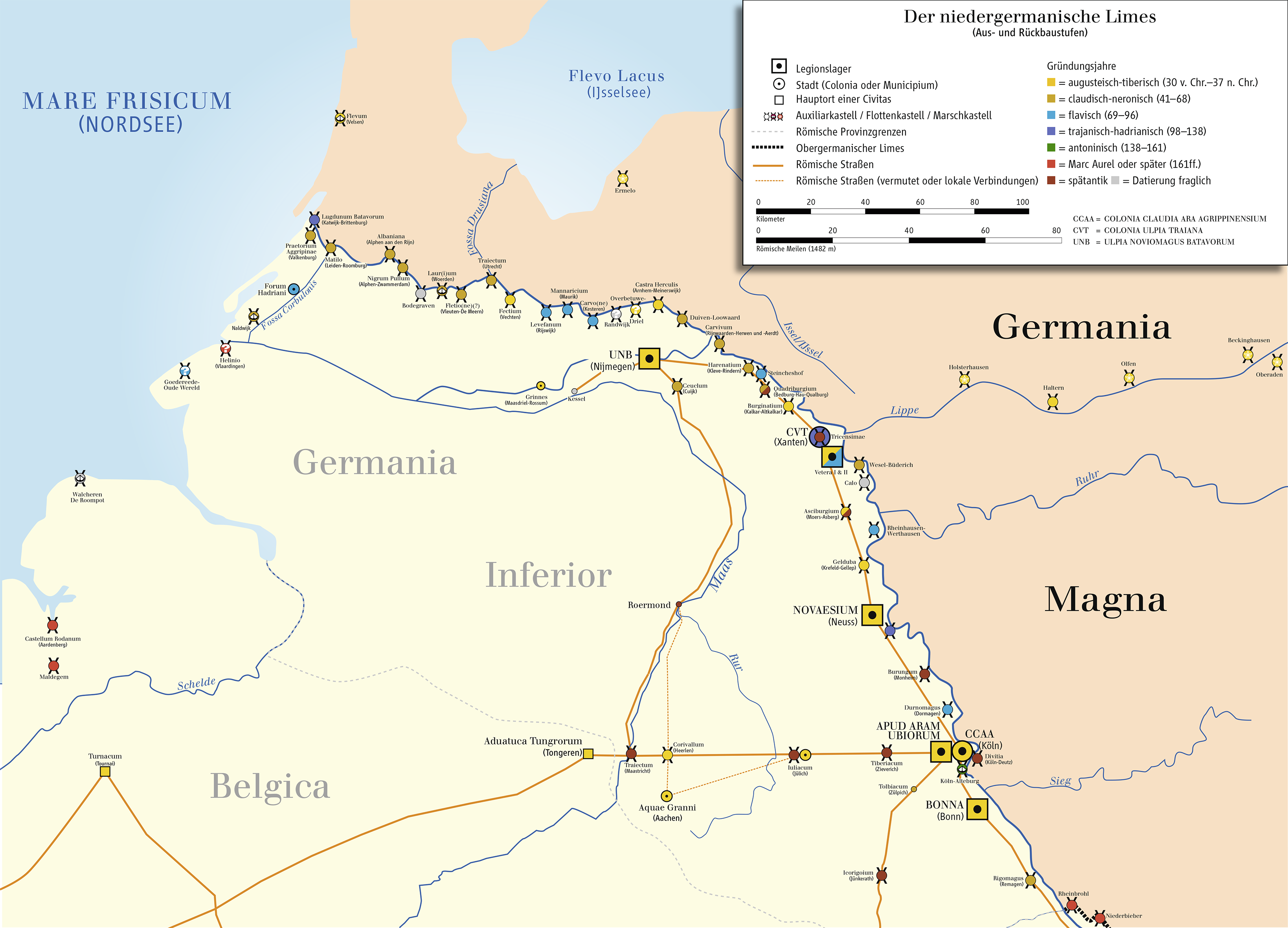
Bản đồ limes ở hạ (miền bắc) Germania. Cho thấy vị trí doanh trại và pháo đài của quân La Mã tại tỉnh Germania Inferior.

Để đáp ứng yêu cầu hứa hẹn với các quân đoàn, Germanicus đã phải rút tiền trong túi để trao trả cho họ. Tất cả tám quân đoàn đều đã được trao tiền, ngay cả khi họ không yêu cầu nó. Cả hai đội quân Hạ lưu và Thượng lưu sông Rhine đã quay trở lại trật tự. Có vẻ đây là là một nước cờ khôn ngoan để thỏa mãn binh sĩ, nhưng Germanicus đã tiến thêm một bước nữa. Nhằm đảm bảo sự trung thành của quân đội của mình, ông đã dẫn họ vào một cuộc đột kích vào người Marsi, một bộ lạc người German sống ở vùng thượng lưu sông Ruhr. Germanicus đã tàn sát các ngôi làng của tộc Marsi mà ông gặp phải và cướp bóc lãnh thổ xung quanh. Trên đường trở về doanh trại mùa đông của họ tại Castra Vetera, quân La Mã một đường đánh thọc xuyên qua các bộ lạc đối nghịch (Bructeri, Tubantes và Usipetes) sống giữa bộ tộc Marsi và sông Rhine.
Trở lại Rome, Tiberius đã lập nên Sodales Augustales, hội thầy tế thờ phụng Augustus và Germanicus đã trở thành một thành viên của nhóm này. Khi tin tức về cuộc tập kích của ông lan đến, Tiberius đã tổ chức lễ kỷ niệm những chiến công của ông tại Viện nguyên lão một cách kỹ lưỡng, nhưng với những lời khen ngợi không thành thực: nghi thức tuy cho Tiberius sự vui mừng vì vụ binh biến đã bị đàn áp, nhưng vinh quang và sự nổi tiếng dành cho Germanicus lại kiến ông lo lắng. Viện nguyên lão khi không có mặt Germanicus đã bỏ phiếu rằng ông sẽ được tổ chức một lễ khải hoàn. Tác phẩm Fastis của Ovid ghi rằng cuộc bỏ phiếu của Viện nguyên lão về Lễ khải hoàn Germanicus đã diễn ra vào ngày 1 tháng 1 năm 15.

#### Chiến dịch thứ hai chống lại người German

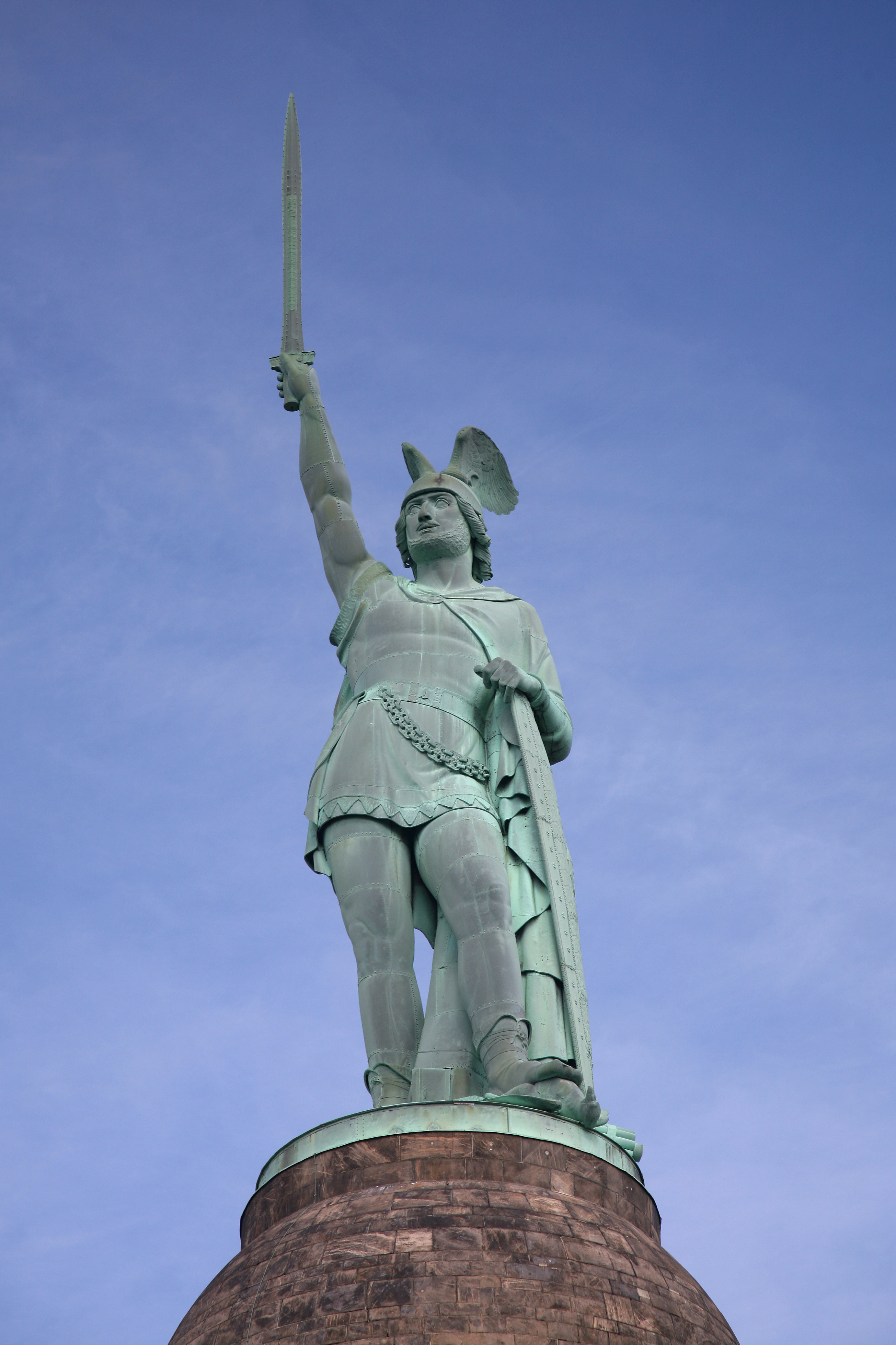
Đài tưởng niệm Hermannsdenkmal của Arminius gần Detmold, Đức.

Trong hai năm tiếp theo, ông lãnh đạo những quân đoàn của mình dọc sông Rhine chống lại người German, tại nơi mà họ sẽ đối đầu với quân của Arminius và đồng minh ông ta. Tacitus nói rằng mục đích của những chiến dịch này là để trả thù cho thất bại của Varus trong Trận Rừng Teutoburg mà không phải để mở rộng lãnh thổ La Mã.
Đầu xuân năm 15, Germanicus vượt sông Rhine và tấn công người Chatti. Ông xua quân cướp phá thủ đô Mattium (Maden gần Gudensberg ngày nay), cướp phá vùng nông thôn của họ rồi rút về sông Rhine. Vào khoảng thời gian nào đó cùng năm, ông nhận được tin của Segestes, một người bị quân Arminius giam giữ và cần sự giúp đỡ. Quân đội của Germanicus thả Segestes và bắt giam người con gái Thusnelda đang mang thai của ông ta, tức là vợ của Arminius. Một lần nữa, ông lại đại thắng trở về và theo chỉ thị của Tiberius, ông đã chập nhận danh hiệu Imperator.
Arminius lệnh động viên bộ lạc Cherusci của mình và các bộ lạc xung quanh chuẩn bị cho cuộc phản công. Germanicus sắp xếp một cuộc tấn công phối hợp trên bộ và ven sông, với binh lính di chuyển về phía đông thông qua sông Rhine, và đi tàu từ biển Bắc vào sông Ems để tấn công Bructeri và Cherusci. Quân Germanicus hành quân qua lãnh thổ Bructeri, nơi tướng Lucius Stertinius thu hồi con đại bàng bị mất của Quân đoàn XIX tìm được từ số thiết bị của người Bructeri sau khi đánh đuổi họ khỏi trận chiến.
Các đơn vị của Germanicus hội ngộ ở phía bắc, tàn phá vùng nông thôn giữa sông Ems và Lippe và thâm nhập vào rừng Teutoburg, một khu rừng núi ở Tây Đức nằm giữa hai con sông này. Tại đó, Germanicus và một số binh sĩ của ông đã đến thăm nơi xảy ra trận rừng Teutoburg huỷ diệt và bắt đầu chôn cất phần binh lính La Mã còn sót lại. Sau nửa ngày làm việc, ông đã kêu gọi dừng lại việc chôn cất xương cốt để họ có thể tiếp tục cuộc chiến chống lại người German. Ông đã tìm đường vào khu trung tâm của người Cherusci. Tại một địa điểm, nơi mà Tacitus gọi những pontes longi (nghĩa là "đường đắp cao dài"), ở khu vực thấp ở đâu đó gần sông Ems, Arminius đã ém phục binh. Kỵ binh của Germanicus bị sập bẫy; Arminius tung phục binh ra đánh gây cho La Mã một số thương vong. Tuy nhiên bộ binh La Mã đến tiếp chiến và chặn được quân German. Cuộc chiến kéo dài trong hai ngày, không bên nào có thể đạt được chiến thắng quyết định. Lực lượng của Germanicus đã rút lui và quay trở về khu vực sông Rhine.

#### Chiến dịch thứ ba chống lại người German

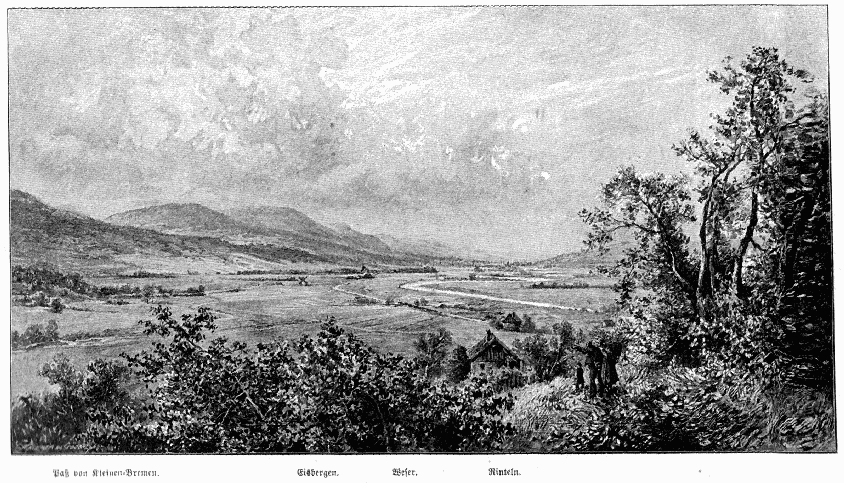
Ảnh chiến trường Idistaviso của Tiến sĩ Paul Knötel (khoảng năm 1895).

Để chuẩn bị cho chiến dịch tiếp theo của mình, Germanicus đã phái Publius Vitellius và Gaius Antius đến Gallia để thu thuế và hạ lệnh cho Silius, Anteius và Caecina xây dựng một hạm đội. Một pháo đài tại Lippe gọi là Castra Aliso đã bị bao vây, nhưng những kẻ tấn công đã bỏ hàng ngủ chạy khi thấy bóng dáng của quân tiếp viện La Mã. Người German đã phá hủy gò và bàn thờ gần đó dành riêng cho cha của ông, Drusus, nhưng ông đã sửa lại cả hai và tổ chức các trò chơi tang lễ với binh sĩ để tôn vinh cha mình. Những rào chận và tường đất mới đảm bảo khu vực giữa Pháo đài Aliso và sông Rhine.

Germanicus chỉ huy tám quân đoàn với các đơn vị phụ chiến người Gallia và German vượt sông Rhine, tiến đến sông Ems và Weser - một phần trong chiến dịch lớn cuối cùng của ông chống lại Arminius vào năm 16. Quân Germanicus đã chạm trán quân Arminius tại đồng bằng Idistaviso, gần Rinteln ngày nay, trong một trận đánh mà sử sách gọi là trận sông Weser. Tacitus tường thuật về chiến thắng của người La Mã:
Quân địch đã bị tàn sát từ giờ thứ năm sau khi trời sáng đến lúc đêm xuống, xác chết và vũ khí [chúng] nằm rải rác khắp mười dặm mặt đất.— Tacitus, (Wells 2003, tr. 206)

Arminius và người chú là Inguiomer đều bị thương trong trận chiến đã nhanh chóng tẩu thoát nên đã không bị bắt. Các binh sĩ La Mã tham chiến đều vinh danh Tiberius như Imperator và dựng một đống vũ khí thành một vật kỷ niệm chiến công với tên của các bộ lạc bị đánh bại ghi ở bên dưới.
Đài tưởng niệm được xây dựng ngày trên chiến trường đã khiến những người German đang chuẩn bị rút lui sang bên kia sông Elbe nổi giận và họ đã tổ chức các cuộc tấn công vào các vị trí La Mã tại thành Angrivaria, do đó đã khơi màn cho trận chiến thứ hai. Người La Mã đã đoán trước được cuộc tấn công và một lần nữa có thể đánh đuổi người German. Germanicus tuyên bố rằng ông không muốn bắt bất kỳ tù binh nào, vì ông kết luận việc tiêu diệt người German là nguyên nhân duy nhất của cuộc chiến này. Những người La Mã chiến thắng sau đó đã cho dựng nên một gò lên với dòng chữ: "Quân đội của Tiberius Caesar, sau khi chinh phục triệt để các bộ tộc ở sông Rhine và sông Elbe, đã hiến dâng đài kỷ niệm này cho thần Mars, thần Jupiter và thần Augustus."
Germanicus gửi một số binh lính quay về sông Rhine, một số đi bằng đường bộ nhưng hầu hết trong số họ chọn đi con đường nhanh hơn bằng thuyền. Họ đi thuyền xuôi sông Ems về phía Biển Bắc, nhưng khi ra đến biển, một cơn bão đã đánh chìm nhiều thuyền và giết chết nhiều người và ngựa.
Sau đó, Germanicus ra lệnh cho Caius Silius đem quân đánh tộc Chatti với một lực lượng gồm 3.000 kỵ binh và 33.000 bộ binh và phá hoại lãnh thổ địch, trong khi đích thân ông dẫn một đội quân lớn hơn tiến đánh người Marsi lần thứ ba và tàn phá đất đai của họ. Ông buộc Mallovendus, thủ lĩnh bị đánh bại của Marsi, tiết lộ vị trí của một trong ba đại bàng của quân đoàn đã bị mất trong năm 9. Ngay lập tức Germanicus đã rút quân để thu hồi nó. Người La Mã tiến vào sâu vào Germania, đánh bại bất kỳ kẻ thù nào họ gặp phải.
Những thành công của Germanicus ở Đức đã khiến ông nổi tiếng với binh sĩ. Ông đã giáng những đòn quan trọng vào kẻ thù của La Mã, làm nguôi dịu một cuộc binh biến của binh lính và tìm lại những cờ hiệu đã bị mất về với La Mã. Chiến công của ông đã làm tăng danh tiếng của ôn và khiến ông được người dân La Mã yêu mến. Tiberius đã chú ý về điều này và đã triệu hồi Germanicus về Roma và thông báo với ông rằng ông sẽ tổ chức một lễ khải hoàn và sẽ được giao một nhiệm vụ khác.

### Cái chết
Germanicus được triệu hồi về Roma và được vinh danh bằng một lễ diễu binh chiến thắng và được Tiberius phái đến phía đông để hoàn thành các sư mệnh chính trị. Ông đi đến Hy Lạp và tham dự Đại hội Olympic lần thứ 199 diễn ra trong năm 17 và đã dành chiến thắng tại môn đua xe tứ mã (tethrippon). Sau đó, ông đi quan Tiểu Á để đến Syria. Sau đó, ông đến Ai Cập và ở lại đó một thời gian trước khi quay về Syria. Tại Antiochia, thủ phủ Syria, ông mắc bệnh và qua đời, có lẽ là bị tổng đốc Syria Gnaeus Calpurnius Piso đầu độc. Hai người trước đó đã có xích mích với nhau, nên điều đó là một điều có thể xảy ra, tuy nhiên, nó chưa bao giờ được giải đáp. Senatus consultum de Gnaeo Pisone patre có đề cập đến phán quyết của Viện Nguyên lão về vụ xét xử Piso. Trong nghị quyết được ghi lại trong cái gọi là Tabula Siarensis có liệt kê những danh hiệu mà Germanicus nhận được trong lễ tang của mình.
Khác với cha nuôi của mình, Germanicus là một người được dân chúng toàn quốc yêu chuộng, một điều có thể được thấy bằng nỗi thương tiếc của dân chúng vì cái chết của ông. Hàng loạt đài tưởng niệm đã được dựng lên để tưởng nhớ ông.